# Eric Wauters
Pour les articles homonymes, voir Wauters.
Eric Wauters (12 mai 1951 - 21 octobre 1999) est un cavalier international belge, médaillé aux Jeux olympiques de Montréal, champion de Belgique en 1984.
À Montréal, il montait Finesit, Gothardson meilleur étalon au championnat d'Europe de Dinard. Un de ses chevaux les plus connus a été Pomme d'api qu'il vendit plusieurs fois, ce qui lui permit d'acheter son écurie.
Eric était connu pour acheter et monter des chevaux dit moyens et les exploiter à 100 pour 100. Il débuta comme palefrenier soigneur et fit à 17 ans partie de l'équipe belge pour les Jeux olympiques de Montréal.
Un cavalier d'une grande longévité, sa carrière dura plus ou moins 35 ans. Innovateur, il eut l'idée de créer le concours International de Malines qui devint Coupe du Monde. Il organisa une vente aux enchères pendant ce concours ainsi qu'une course de Shetland pour les enfants et une épreuve où toutes les familles de cavaliers professionnels et leurs enfants montaient.
Il participa à la création de la Fédération équestre de Monaco.
De 1984 à 1989, il participa aux parcours coupe du Monde se qualifiant pour les finales de Götheborg avec Gothardson et de Tampa avec Malesan Cambronne. Sa meilleure jument de vitesse a été Miss Malesan, élue meilleur jument de vitesse en 1986. Son petit cheval de chasse, petit Grand Prix et Derby dont celui de Jouy en Josas, était Prince Drum, étalon et père de Unique Drum.
Ce qui survit maintenant à Eric est son concours de Malines qui perdure grâce à sa femme Yolande et ses trois filles, Caroline, Wendy et Julie. Son groom le plus connu a été Xavier; avec lui il a été champion de Belgique, 6 championnats du monde et 2 finales  avec une collaboration de 7 ans qui a été fructueuse sur tous les terrains tant européens que mondiaux.
Il met fin à ses jours le 21 octobre 1999, à l'âge de 48 ans.